# انبعاثات غازات الدفيئة من الولايات المتحدة

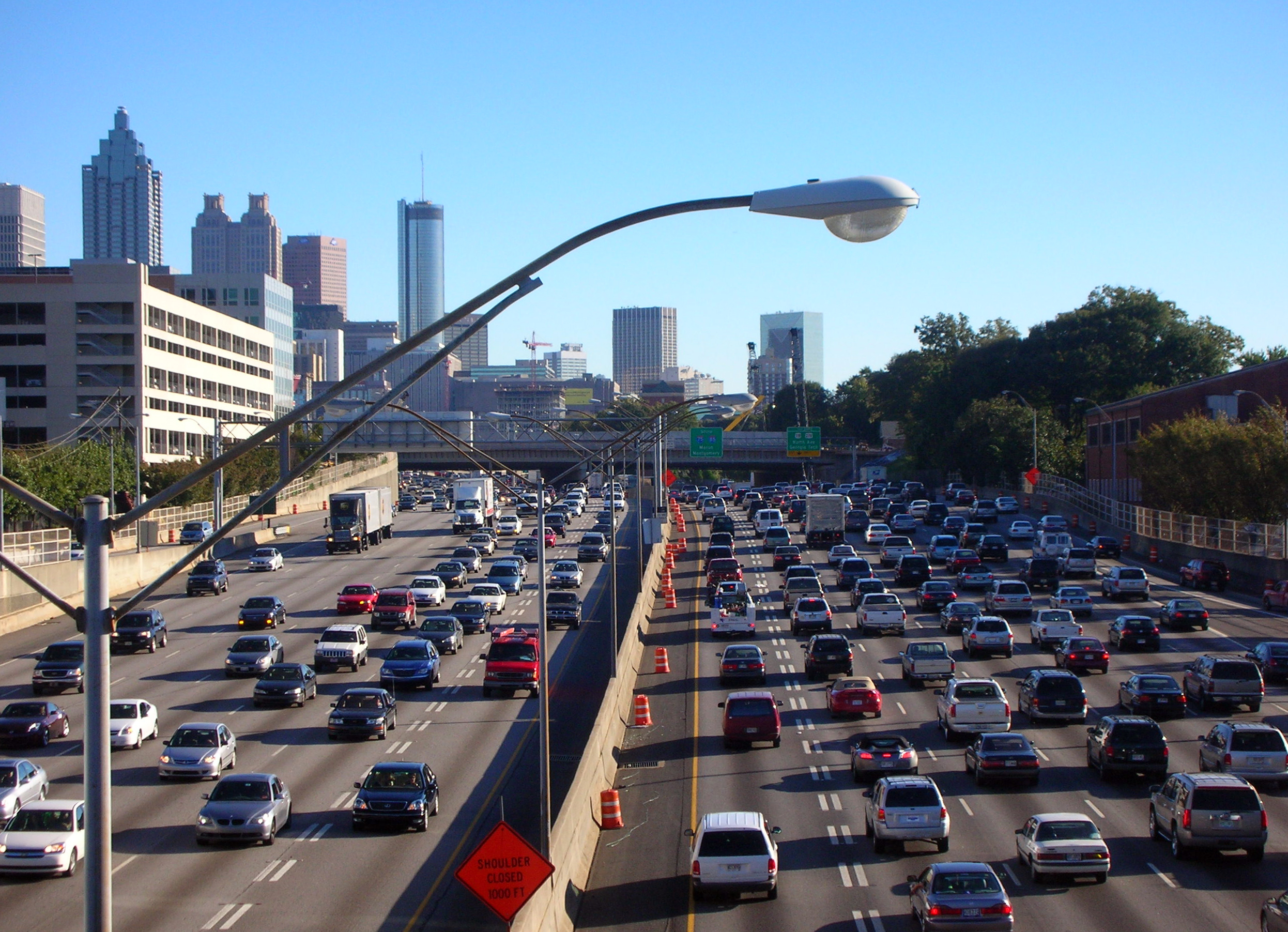
ينتج قطاع النقل أكبر قدر من غازات الدفيئة في الولايات المتحدة.

أنتجت الولايات المتحدة 6.6 بليون طن متري من مكافئ ثنائي أكسيد الكربون من انبعاثات غازات الدفيئة في 2019، لتكون ثاني أكبر منتج في العالم بعد انبعاثات غازات الدفيئة في الصين، ومن بين الدول ذات أعلى انبعاثات غازات الدفيئة للشخص الواحد. في 2019، من المقدر أن الصين بعثت 27% من غازات الدفيئة في العالم، تتبعها الولايات المتحدة الأمريكية بنسبة 11%، ثم الهند بنسبة 6.6%. إجماليًا، بعثت الولايات المتحدة 410 بليون طنًا متريًا، أكثر من أي بلد آخر. الانبعاثات السنوية أكثر من 15 طن للشخص الواحد وهي، من بين الدول الثمانية الأعلى من حيث الانبعاثات، أعلى بلد في العالم من حيث انبعاث غازات الدفيئة للشخص الواحد. لأن محطات توليد الطاقة العاملة على الفحم الحجري تغلق بشكل تدريجي، فإن انبعاثات العقد الثاني من القرن الحادي والعشرين من توليد الكهرباء انخفضت لتصبح في المركز الثاني بعد النقل الذي يشكل حاليًا المصدر الأكبر لهذه الانبعاثات. في 2019، كانت نسبة 29% من انبعاثات غازات الدفيئة في الولايات المتحدة من قطاع النقل، 25% من الكهرباء، 23% من الصناعة، 13% من المباني التجارية والسكنية، 10% من الزراعة. انبعاثات غازات الدفيئة هذه تساهم في تغير المناخ في الولايات المتحدة وفي العالم.

## خلفية